# Pusillimonas harenae
Pusillimonas harenae es una bacteria gramnegativa del género Pusillimonas. Fue descrita en el año 2011. Su etimología hace referencia a arena. Es aerobia y móvil con dos flagelos laterales. Tiene un tamaño de 0,5-0,7 μm de ancho por 0,6-0,9 μm de largo. Forma colonias de color marfil, convexas, redondas y con márgenes enteros en agar R2A. También crece en agar LB, TSA y MA. Temperatura de crecimiento entre 15-45 °C, óptima de 30 °C. Catalasa y oxidasa positivas. Tiene un contenido de G+C de 53,1%. Se ha aislado de arena de playa en Corea del Sur. 